# Liveжир
«Liveжир» — второй концертный альбом музыкального коллектива «Н. О. М.» (Неформальное Объединение Молодежи), вышедший в 2001 году, в основу диска легло выступление, состоявшееся 8 мая 1998 года в кинотеатре «Спартак» (г. Санкт-Петербург).

## Список композиций
1. To be or not to be
2. Родная сторона
3. Давайте делать гадости
4. Птицы
5. Письмо к оборотню
6. Чёрные лапки
7. Суперхозяин
8. Озорные чудаки
9. Чёрт Иваныч
10. Лягва
11. Дедушкин табак
12. Jurassic Park
13. ЧП+Я дурак
14. Заключение
15. Мерседес-Бенц

## В записи приняли участие
- И. Н. Турист — вокал, перкуссия, сценическое действие
- А.Кагадеев — бас, вокал
- А.Ливер — вокал
- Н.Гусев — синтезатор
- А.Рахов — гитара
- В.Павлов — гитара
- В.Кутейников — тромбон

## Издания
- 1999 — Caravan Records (Компакт-кассета).
- 2001 — Caravan Records (CD, Компакт-кассета).